# Shahrabad
Shahrabad (em persa: شهراباد, também romanizada como Shahrābād) é uma aldeia do distrito rural de Mehrabad, no condado de Abarkuh, da província de Yazd, Irã.
No censo de 2006, sua população era de 245 habitantes, em 87 famílias.